# Terra Indígena de Águas Belas

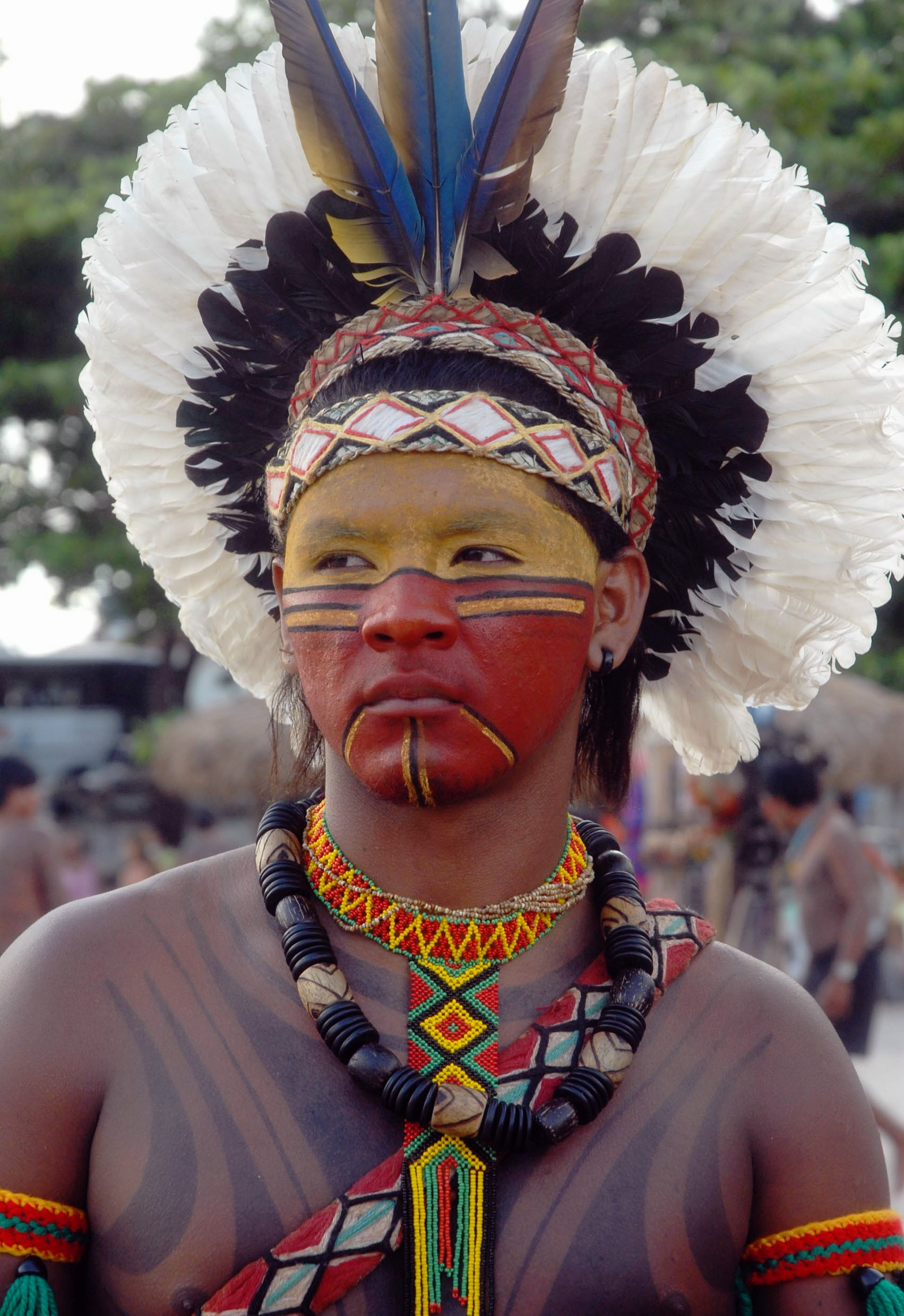
Indígena da etnia pataxó, 2007

A Terra Indígena de Águas Belas é uma terra indígena localizada no sul do estado da Bahia. Ocupa uma área de 1.208,50 ha no município de Prado. As terras foram homologadas em 1998. No ano de 2010 sua população era de 228 índios pataxós.